# شبيهات الإكصورات
شبيهات الإكصورات (الاسم العلمي:†Ichthyosauriformes) هي مجموعة من الزواحف البحرية عاشت خلال حقبة الحياة الوسطى التي تنتمي لأشباه الإكصورات التي عاشت خلال الدهر الوسيط.
عرّف ريوسوكي موتاني وزملاؤه الفرع الحيوي شبيهات الإكصورات في عام 2014 على أنها المجموعة التي تتكون من جميع أشباه الإكصورات التي ترتبط بشكل أوثق بالإكصور الشائع Ichthyosaurus communis مقارنةً بتمساح خوبي النانشانغي Hupehsuchus nanchangensis. التماثل الشكلي لهذه المجموعة يشمل حيازة عظم أنفي طويل ممتد إلى الأمام وراء المنخر وحلقات صلبة كبيرة وتملء مآخذ العين والخطم الضيق في الرؤية العلياوالأصابع المتقاربة مع مساحة صغيرة بينهما.
من المحتمل أن تكون انفصلت أشباه الإكصورات في فترة الثلاثي المبكر منذ حوالي 250 مليون عام وآخر الأشكال المعروفة لها عاشة في فترة الطباشيري الأوسط. والجنس القاعدي من شبيهات الإكصورات هو الإكصور قصير الخطم Cartorhynchus. والمزيد من الأنواع المشتقة هي جزء من الإكصورات الزعنفية والتي تشمل مرة أخرى الإكصوريات.

## التصنيف
- الإكصورات الزعنفية
  - الإكصوريات
    - الإكصورات
      - الإكصور

|                  | تماسيح هوبنة                                                    |
|                  |                                                                 |
| شبيهات الإكصورات | \| \| الإكصور الأزلف \| \| \| \| \| \| أسماك زعنفية \| \| \| \| |
|                  | \| \| الإكصور الأزلف \| \| \| \| \| \| أسماك زعنفية \| \| \| \| |
|                  | الإكصور الأزلف                                                  |
|                  |                                                                 |
|                  | أسماك زعنفية                                                    |
|                  |                                                                 |

|  | الإكصور الأزلف |
|  |                |
|  | أسماك زعنفية   |
|  |                |